# Dyscia rungsi
Dyscia rungsi là một loài bướm đêm trong họ Geometridae.